# Twelve (film)
Twelve è un film del 2010 diretto da Joel Schumacher.
Pellicola con protagonisti Chace Crawford ed Emma Roberts, la cui trama è basata sull'omonimo romanzo del 2002, scritto da Nick McDonell.

## Trama
Mike White è un ragazzo di 17 anni, la cui madre è morta da pochi anni a causa di un cancro al seno. Vive da emarginato, cercando di tenere tutto e tutti lontano da sé, compresa la sua amica d'infanzia Molly. Impiega gran parte della sua vita a vendere droga, cosa che lo ha portato anche ad abbandonare precocemente gli studi, per conto del potente narcotrafficante Lionel. I suoi clienti sono specialmente coetanei provenienti da famiglie benestanti e Twelve è il nome del principale prodotto che viene venduto a quest'ultimi: un incrocio tra cocaina ed ecstasy. Lionel, oltre a vendergli l'erba, spaccia la droga twelve. La sua carriera da spacciatore è però destinata a subire un duro colpo quando suo cugino viene brutalmente ucciso e il suo migliore amico viene arrestato.

## Produzione
Il film, diretto da Joel Schumacher, è un adattamento dell'omonimo romanzo di Nick McDonell. La produzione è iniziata nel mese di aprile del 2009 e i primi attori ad unirsi al cast furono Chace Crawford, Emma Roberts, Rory Culkin, 50 Cent, e Kiefer Sutherland. Le riprese si sono svolte prevalentemente a New York e Los Angeles.

## Distribuzione
Il film è stato presentato il 29 gennaio 2010 al Sundance Film Festival. Negli Stati Uniti d'America è stato distribuito dal 6 agosto 2010, mentre in Francia l'uscita è avvenuta l'8 settembre 2010.

## Accoglienza

### Incassi
La pellicola ha incassato oltre 2 milioni di dollari, dopo esserne costati 5.

### Critica
Il The Hollywood Reporter ha paragonato il film a un incrocio tra Igby Goes Down e Taxi Driver e ha messo in luce come non sia stato possibile dedicare a tutti i personaggi il giusto spazio nella tipica durata di un film, perciò la trama sarebbe stata più adatta per una serie televisiva. Roger Ebert sul Chicago Sun-Times invece si è complimentato con la direzione di Schumacher, che ha saputo donare spontaneità alle interpretazioni.